# Yellowknife
 Ovo je glavno značenje pojma Yellowknife. Za druga značenja pogledajte Yellowknife (razdvojba).
Yellowknife je glavni grad Sjeverozopadnih teritorija u Kanadi, jedini grad s više od 5.000 stanovnika u teritoriju. Ima oko 20.000 stanovnika. Nalazi se na sjevernoj obali Velikog ropskog jezera na zapadnoj strani Yellowknife zaljeva, blizu ušća Yellowknife rijeke. Yelowknife je nazvan po Yellowknife plemenu koje obitava na tom području. Današnje stanovništvo je etnički različito. Pet jezika se govore u većem broju: Chupewyan jezik, Tli Cho, Sjeverni i južni Slavey jezik, Engleski jezik i francuski jezik. U Dogribskom jeziku grad je nozvan Somba K'e - Mjesto s novcem (eng, "money place", "place of wealth")
Gradonačelnik 2006. g. je Gordon van Tigheim.